# الاثنين أو الثلاثاء (قصص)
الاثنين أو الثلاثاء عبارة عن مجموعة قصص قصيرة صدرت عام 1921 من تأليف فيرجينيا وولف ونشرتها مطبعة هوغارث. تمّت طباعة 1000 نسخة بأربع قطع خشبيّة كاملة الصّفحة بواسطة فانيسا بيل. وصفه ليونارد وولف بأنّه أحد أسوأ الكتب المطبوعة على الإطلاق بسبب الأخطاء المطبعيّة الموجودة فيه. تمّ تصحيح معظم الأخطاء في الطّبعة الأمريكيّة التي نشرتها دار هاركورت بريس. وقد احتوى على ثماني قصص:
- " بيت مسكون "
- " مجتمع "
- " الاثنين أو الثلاثاء "
- " رواية غير مكتوبة " - سبق أن نشرت في لندن ميركوري عام 1920
- " الرباعية الوترية "
- " أزرق أخضر "
- " حدائق كيو " تم نشرها سابقًا بشكل منفصل
- " العلامة على الحائط " - ظهرت سابقًا في قصتين (1917)

تمّ نشر ستّة من القصص لاحقًا بواسطة ليونارد وولف في المجموعة الّتي صدرت بعد وفاتها منزل مسكون، وتلك القصص المستبعدة كانت "مجتمع" و"أزرق وأخضر". 

## عنوان
في عملها "الرواية الحديثة" الصّادر عام 1919، تشرح فيرجينيا وولف أسلوبها الجديد في الكتابة:
افحص للحظة عقلًا عاديًّا في يوم عادي وستجد أنّه يحظى بشعبيّة كبيرة. يتلقّى العقل عددا لا يحصى من الانطباعات - تافهة، خيالية، زائلة، أو محفورة بحدة الفولاذ. من كلّ جانب يأتون، وابل متواصل من الذّرات الّتي لا تعدّ ولا تحصى؛ وعندما يسقطون، عندما يشكّلون أنفسهم في حياة الاثنين أو الثّلاثاء.
هذه العبارة الأخيرة "حياة الاثنين أو الثّلاثاء" هي ما اعتقدت وولف أنها جوهر الرّواية؛ ومنه جاء عنوان هذه المجموعة القصصيّة الأولى لها، والاختيار الوحيد الّذي نشرته بنفسها.